# Tennessee Williams
Tennessee Williams, pseudonimul literar al lui Thomas Lanier Williams, n. 26 martie 1911, Columbus⁠(d), Mississippi, SUA – d. 25 februarie 1983, New York City, New York, SUA a fost un dramaturg, poet și romancier american, laureat al premiului Pulitzer pentru dramă pentru piesa de teatru A Streetcar Named Desire (Un tramvai numit dorință) în 1948 și ulterior pentru piesa Cat On a Hot Tin Roof (Pisica pe acoperișul fierbinte) în 1955, ambele beneficiind de timpurii  și mai contemporane ecranizări remarcabile.

## Date biografice
Tennessee Williams s-a născut la Columbus, Mississippi. Când avea trei ani familia sa s-a mutat la Clarksdale, Mississippi, apoi în anul 1918, la Saint Louis, Missouri.

## Operă

### Dramă
- Lista pieselor lui Tennessee Williams

### Piese timpurii
- 1936 – Candles to the Sun
- 1937 – Fugitive Kind
- 1937 – Spring Storm
- 1938 – Not about Nightingales
- 1940 – Battle of Angels—rescrisă în 1957 ca Orpheus Descending
- 1945 – You Touched Me
- 1944 – Stairs to the Roof

### Piese majore
- 1944 – The Glass Menagerie -- Menajeria de sticlă
- 1947 – A Streetcar Named Desire -- Un tramvai numit dorință
- 1948 – Summer and Smoke -- Vară și fum
- 1950 – The Rose Tatoo -- Trandafirul tatuat
- 1955 – Cat on a Hot Tin Roof -- Pisica pe acoperișul fierbinte
- 1957 – Orpheus Descending -- Orfeu în infern
- 1958 – Suddenly, Last Summer -- Deodată, vara trecută
- 1959 – Sweet Bird of Youth -- Dulcea pasăre a tinereții
- 1961 – The Night of the Iguana -- Noaptea Iguanei
- 1972 – Small Craft Warnings -- Avertismentele micii ambarcațiuni

### Romane
- 1950 – The Roman Spring of Mrs. Stone - Primăvara la Roma a doamnei Stone
- 1975 – Moses and the World of Reason - Moise și lumea rațională

### Poezie
- 1950 – In the Winter of Cities - În iarna orașelor
- 1977 – Androgyne, Mon Amour - Androginul, iubirea mea

## Galerie de imagini

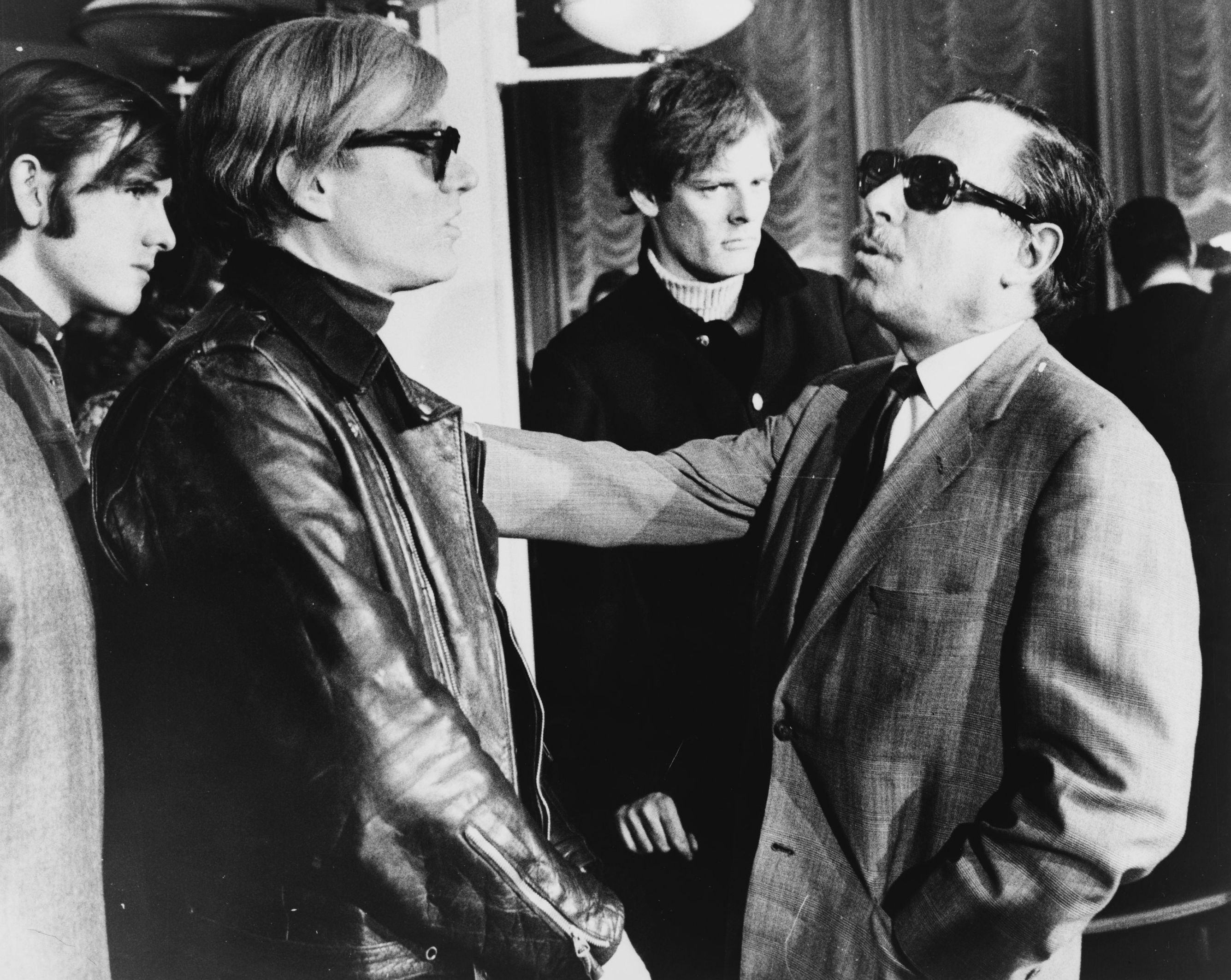
Andy Warhol și Tennessee Williams
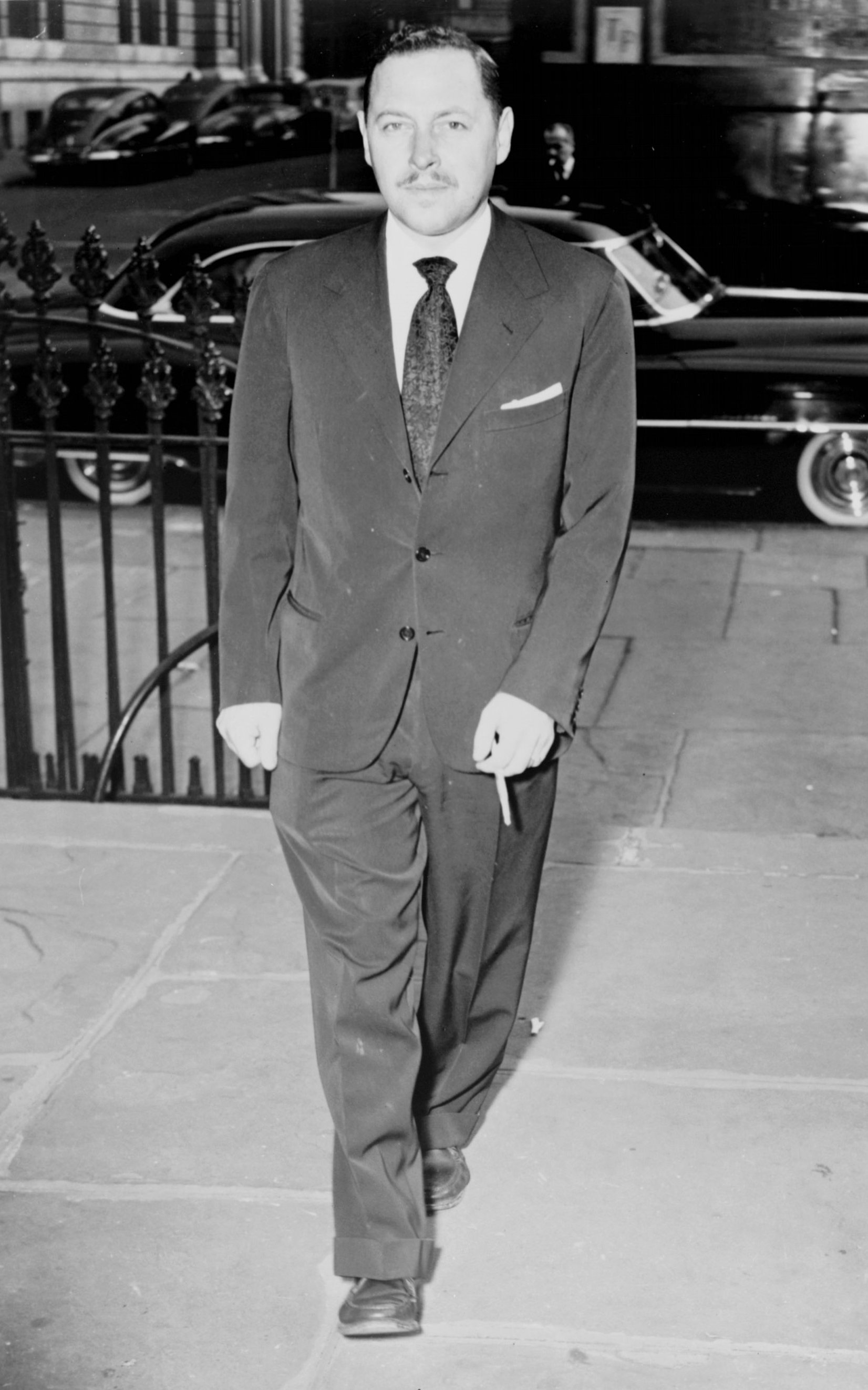
Tennessee Williams sosind la funeraliile poetului galez Dylan Thomas, decedat prematur în New York City
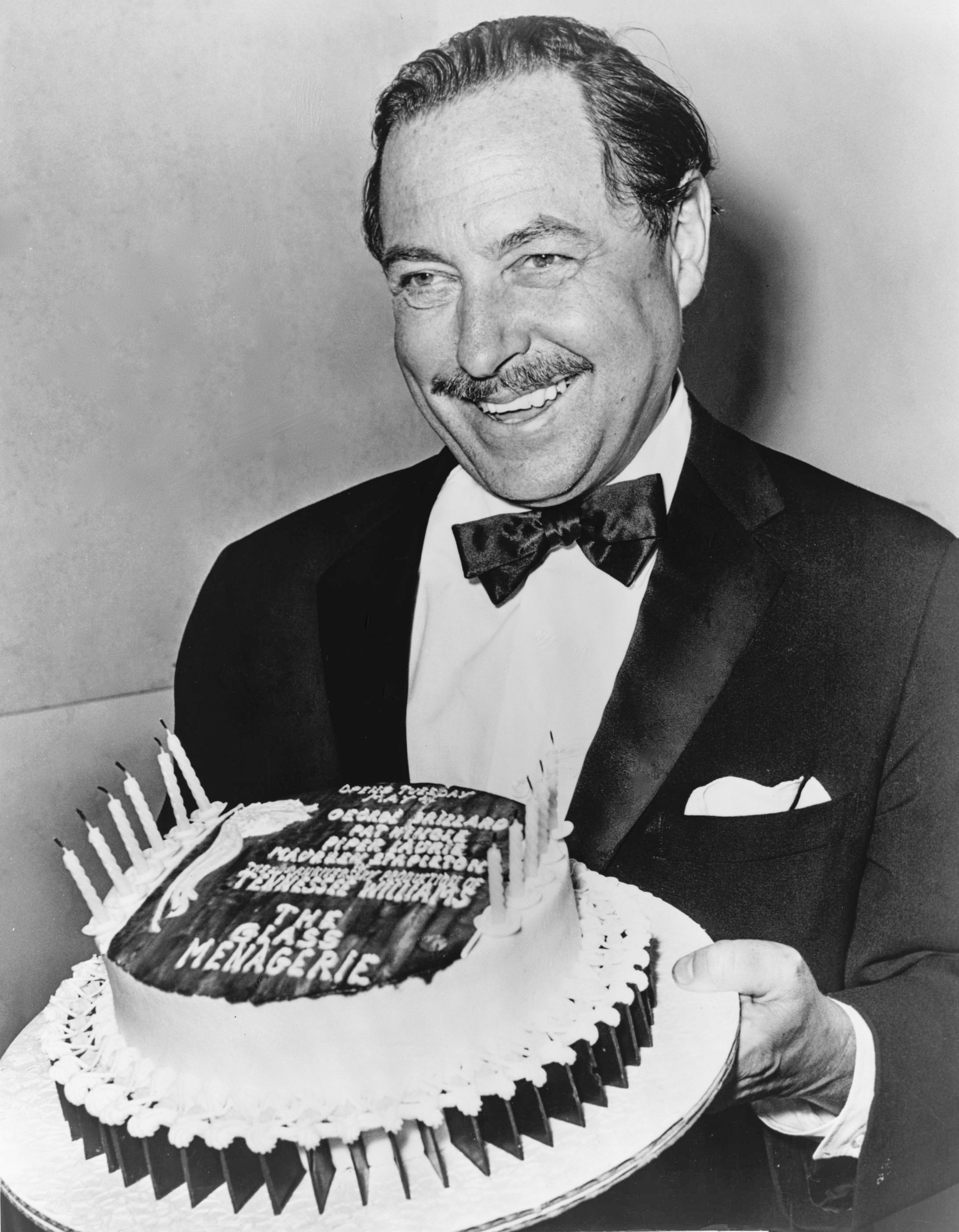
Tennessee Williams cu un tort, serbând 20 de ani de lansarea piesei sale Menajeria de sticlă
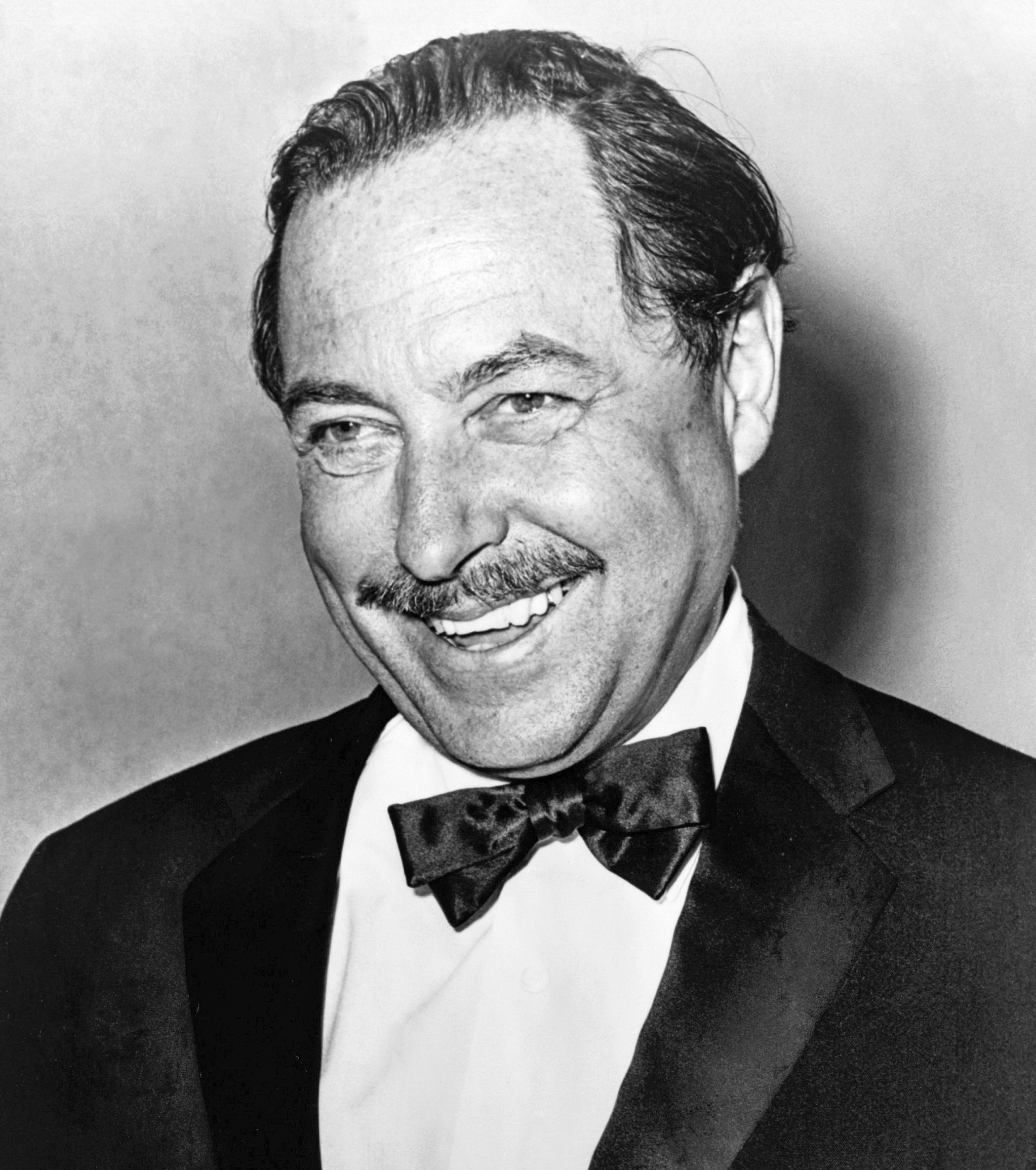
Un decupaj (mai strâns) al fotografiei anterioare
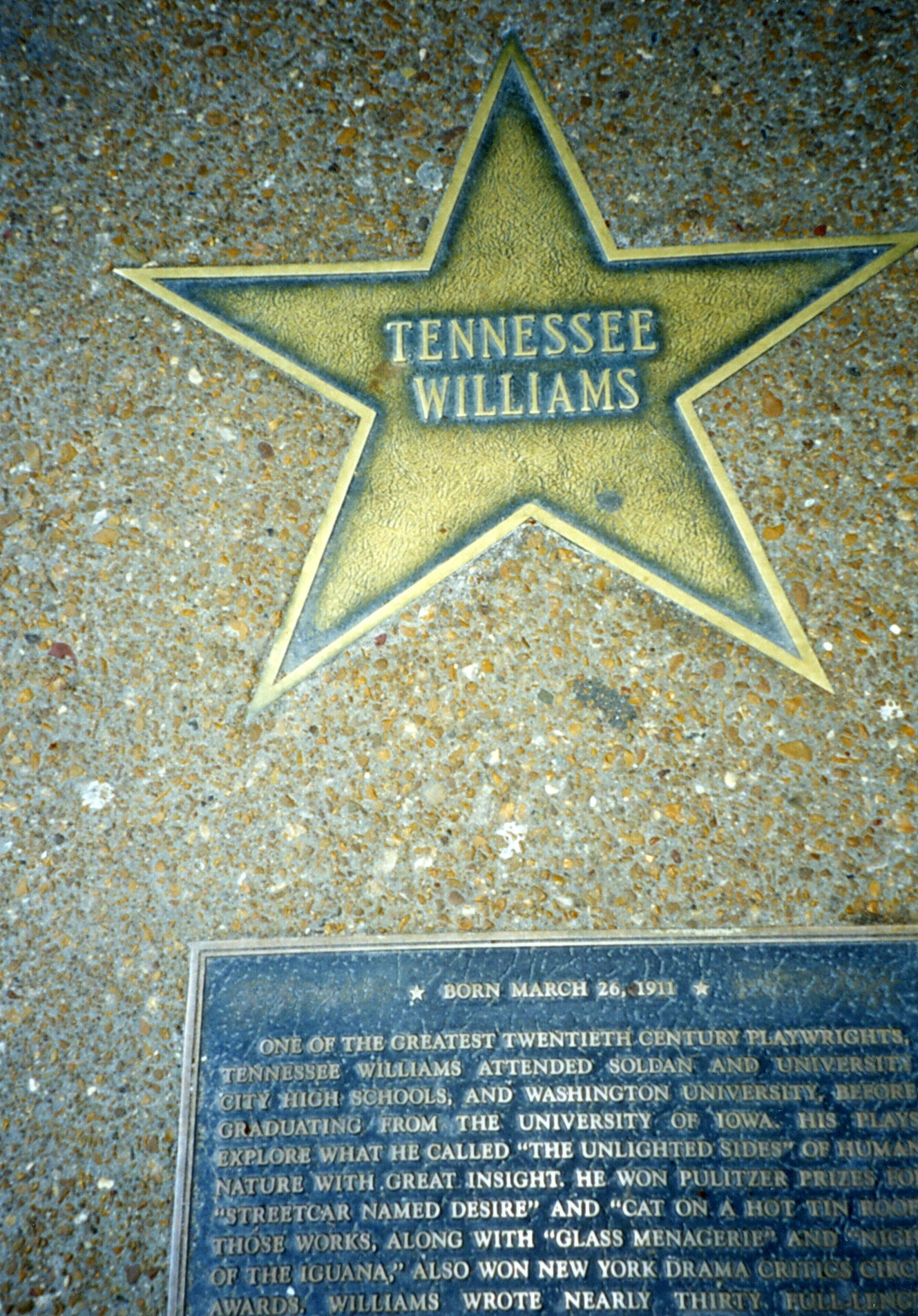
Steaua lui Tennessee Williams de pe Aleea Celebrităților ("Walk of Fame") din Saint Louis,  Missouri,  Statele Unite ale Americii.